# Otto Strützel

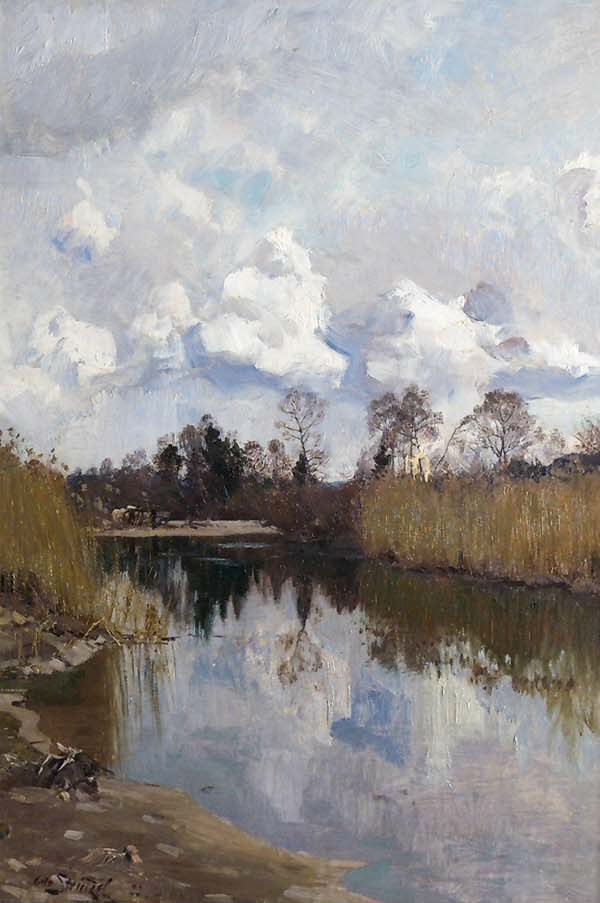
Otto Strützel: Isar-Wasser

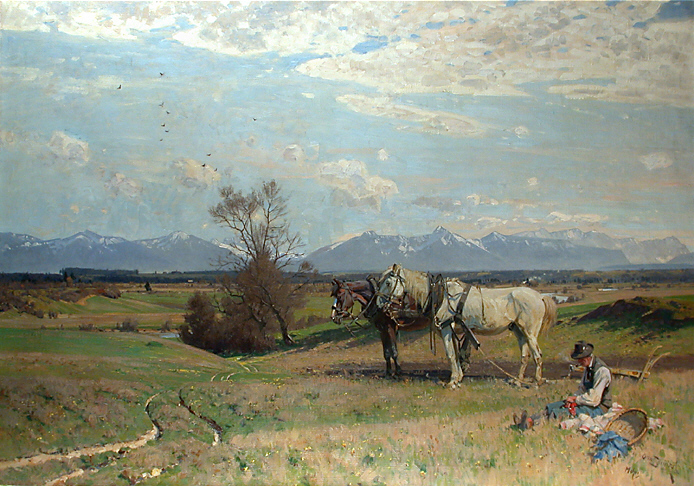
Otto Strützel: Pflügender Bauer bei der Rast

Leopold Otto Strützel (* 2. September 1855 in Dessau; † 25. Dezember 1930 in München) war ein deutscher Landschafts- und Tiermaler, Grafiker und Illustrator.

## Leben
Strützel war das zweite Kind des Dessauer Schneidermeisters Leopold Strützel, der seine Begabung als Tiermaler förderte. Das früheste von ihm bekannte Ölbild stammt aus dem Jahr 1869. Nach dem Tode des Vaters 1870 gelang es ihm, sich durch künstlerische Arbeiten Geld zu verdienen. Mit Unterstützung eines Bankdirektors studierte ab 1871 an der Kunstschule in Leipzig. Studienreisen führten ihn nach Tirol (1875), nach Mön (1878) und in den Harz (1879). Nach Ableistung des Wehrdienstes ging er 1879 an die Kunstakademie Düsseldorf zu Carl Irmer und Eugen Dücker. Im Sommer reiste er seit 1880 bevorzugt nach Schwalm (Hessen), wo er sich der Willingshäuser Malerkolonie in Willingshausen anschloss.
1883 stellte er ein Bild im Münchener Glaspalast aus, das die Aufmerksamkeit Heinrich von Zügels erregte. Dieser lud ihn im selben Jahr zu einem Studienaufenthalt in Murrhardt ein. Strützel besuchte bei dieser Gelegenheit auch erstmals Dachau. In Düsseldorf trat er in engen Kontakt zu Hugo Mühlig, der zu einer Angleichung der Malweise beider Maler führte, die teilweise kaum auseinanderzuhalten sind.
1885 heiratete Strützel die Schwedin Maria Ahlström (1859–1918), mit der er eine Tochter Asta (1887–1975) hatte. Seine Hochzeitsreise führte in das schwedische Brännö. Schwedische Motive waren fortan Teil seines künstlerischen Werks, deren schlichte und naturnahe Auffassung im Gegensatz zu den idealisierten, der Erhabenheit verhafteten nordischen Landschaftsdarstellungen zahlreicher Zeitgenossen steht.
Von 1885 bis zu seinem Tode wohnte er in München in der Adalbertstraße. Im Sommer hielt er sich bevorzugt in Dachau auf. Weitere Reisen führten ihn nach Gotland (1892), Nancy (1906, 1907) und an den Bodensee (1906).
1903 wurde er bayerischer Staatsangehöriger und erhielt 1904 den Titel eines königlichen Professors.
Otto Strützel starb im Alter von 75 Jahren.

## Grabstätte
Die Grabstätte von Otto Strützel befindet sich auf dem Münchner Waldfriedhof (Grabnr. 130-W-13).

## Werk
Er malte hauptsächlich Landschaften, die er häufig mit Nutztieren und Menschen belebte. Häufige Themen sind das Pferd und das Rind in Nahsicht, der pflügende Bauer, die Schäfer mit seiner Herde, die Umgebung Dachaus, der Lauf der Isar von München bis zur Benediktenwand. Manche Bilder hat er mehrmals im Atelier wiederholt.
Er lieferte auch Vorlagen für Künstlerpostkarten.
Kurz nach seinem Tod wurden 61 seiner Gemälde beim Brand des Münchener Glaspalastes 1931 vernichtet.
Im Werkverzeichnis von Horst Ludwig sind 773 Ölgemälde verzeichnet.